# Estádio Carlos de Alencar Pinto
Estádio Carlos de Alencar Pinto – stadion piłkarski, w Fortaleza, Ceará, Brazylia, na którym swoje mecze rozgrywa klub Ceará Sporting Club.